# Bostandji
Bostandji fou un cos otomà de funcionaris encarregats dels jardins, de la guardia nocturne, dels molls de vaixells i dels vaixells de palau. Podien fer algunes expedicions navals per riu, destacant la que van fer contra Bender, ocupada pels russos, el 1739.
Estaven dividits en dos odjaks, el d'Istanbul i el d'Edirne. El seu cap suprem era el bostandji-bashi.
El nombre de bostandjis a Istanbul era de 3.996 al començament segle xvi, però van anar baixant al llarg del segle i de 2.947 a la meitat es va passar a només 1.998 al final; al segle xviii eran 2400. A Edirne eren 445 al segle xvii augmentats a 751 a final de segle, i 777 al segle xviii.
El cos de bostandjis fou suprimit el 1826.